# Jerry Rivera
Gerardo Rivera Rodríguez (Humacao, 31 de julio de 1973), más conocido artísticamente como Jerry Rivera, es un cantautor y músico puertorriqueño de salsa y baladas románticas. Es hermano del también cantante Edwin Rivera Rodríguez.

## Biografía
Jerry Rivera nació en Humacao, Puerto Rico. Realizó sus estudios primarios y secundarios en esa ciudad.
Sus padres eran músicos, lo impulsaron a convertirse también en un músico y ya desde niño acompañó a su madre, Dominga (cantante) y a su padre Edwin (guitarrista y director de Los Barones Trío) durante sus actuaciones. Su hermano mayor Edwin Rivera Jr. también es un reconocido artista de Salsa.
Sus cantantes favoritos son Eddie Santiago, Lalo Rodríguez y, en especial, Frankie Ruiz. En 1986, cuando tenía 13 años, acompañó a su padre que estaba actuando en un hotel en Isla Verde, San Juan. Frankie Ruiz, que estaba hospedado en el hotel, apareció y cantó un par de canciones con ellos y se fotografiaron juntos. El 21 de octubre de 2003 dicha fotografía fue usada por Jerry como portada de su disco tributo Canto a mi ídolo... Frankie Ruiz, que había muerto en 1998.
En 1988, Tommy Olivencia escuchó a Jerry cantar junto a su padre y le recomendó que inicie su carrera en solitario. Cuando Jerry tenía tan solo 16 años, su padre hizo una maqueta y la presentó al departamento musical de CBS, que hizo que lo contrataran. así, a mediados de 1989 sale su primer disco titulado "Empezando a Vivir".
Su segundo disco, Abriendo puertas, tuvo grandes éxitos con sus canciones "Esa niña", "Tal vez", "Como un milagro" y "Nada sin ti", que convirtieron al disco en número uno de las listas de Puerto Rico, Estados Unidos y finalmente por toda América Latina.
Su tercer disco, Cuenta conmigo (1992), ganó tres discos de platino en los Estados Unidos, Puerto Rico, Venezuela y Colombia. Jerry recibió dos premios Lo Nuestro como "Cantante del Año" y "Disco del Año" y Sony Discos le dieron tres Crystal Awards.
En 1996 realiza una versión (en salsa) de la canción Suave que apenas 3 años antes, en 1993, había sido interpretada por Luis Miguel, de quien Jerry Rivera dijo en una entrevista ser "su admirador" y tomarlo como "modelo de inspiración y modelo a seguir".
En 1998, Rivera grabó De otra manera, que incluía el bolero "Ése". Jerry cantó la canción con su padre en el Coliseo Roberto Clemente de San Juan.
Jerry Rivera ha actuado en Venezuela, México, Perú, Colombia, Ecuador, Honduras, Panamá, los Estados Unidos, España y Japón.
También representó un pequeño papel en la película I Like It Like That y ha actuado como sí mismo en el culebrón titulado Mi destino eres tú en los Estados Unidos durante noviembre de 2005.

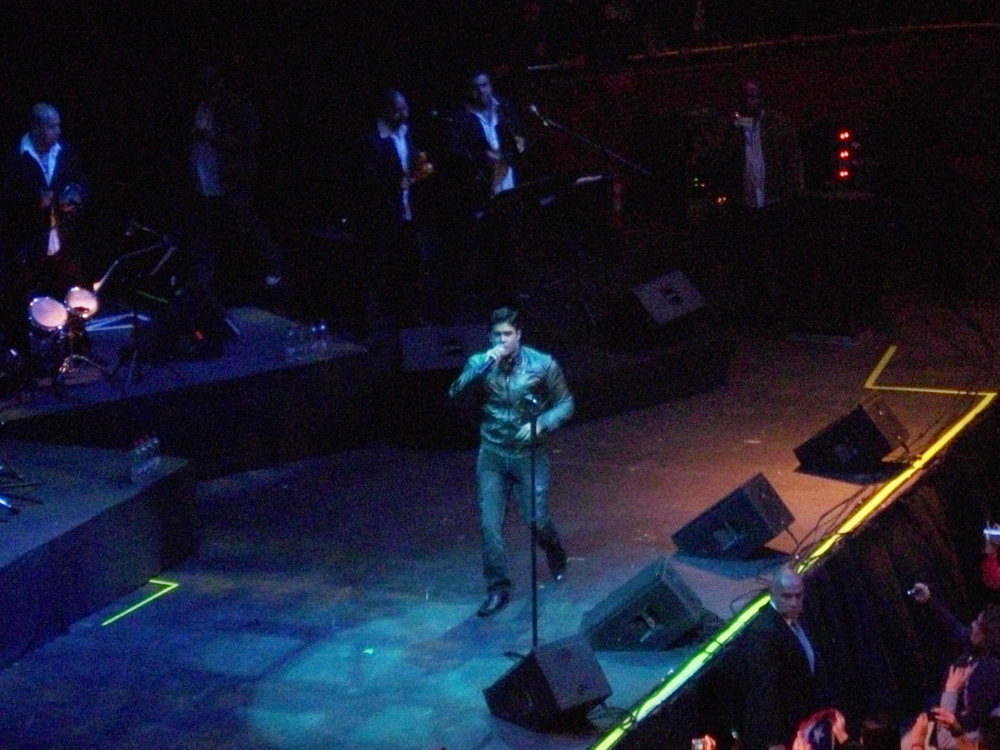
Jerry Rivera ofreciendo su primer concierto en Chile, en el Teatro Caupolicán, el 5 de junio de 2010.

Jerry Rivera sigue actuando con su banda en Puerto Rico y por toda América.
En 2006 el cantante puertorriqueño tuvo un disgusto con la cantante Shakira, ya que la parte instrumental de la canción "Hips Don't Lie / Será, Será" de la colombiana se asemejaba sorprendentemente a su tema "Amores como el nuestro".
En 2009 el cantante puertorriqueño hizo un dúo con la cantante española Malú, la canción se titula "Como te olvido" y esta en el disco "Vive" de Malú.
El salsero puertorriqueño Jerry Rivera ha generado gran expectativa con el próximo lanzamiento de su álbum titulado Caribe Gardel, el cual es un tributo musical a la leyenda del tango, Carlos Gardel. Además de sus temas al ritmo de la salsa, el álbum contiene bachata, danzón, cha cha chá y boleros, como "Por una cabeza", "Volver" y "El día que me quieras", muy al estilo del llamado "Bebé de la Salsa". "A mí siempre me ha encantado interpretar canciones importantes y qué mejor que la música de Gardel, que son melodías que no todo el mundo se atreve a cantar", comentó Rivera en declaraciones al diario boricua El Nuevo Día.
Como primer sencillo de esta producción discográfica se lanzará "Cuesta abajo", tema que estuvo bajo la producción del argentino Adrián Posse, además de los arreglos hechos por el colombiano Juan Vicente Serrano.
En 2015 tuvo una pequeña aparición en la película "Asu Mare 2" protagonizada por Carlos Alcántara
En otros temas, Jerry salió en defensa de la música contemporánea como el reguetón, del cual dijo que se le señala mucho como un género que no debe existir.
Pero lo que sí admitió es que es lamentable que actualmente no se estén realizando composiciones de la altura de las piezas que interpretaba, por ejemplo, Gardel.
"Hay gente que le gusta echarle la culpa de todo al reggaetón, pero yo no pienso así. Creo que en la salsa las letras y las melodías están bastante gastadas. En términos generales no se están haciendo grandes canciones", afirmó según Notimex.
"Nosotros necesitamos compositores que hagan cosas distintas dentro de la salsa. Y creo que también hace falta más unión dentro de nuestro género y dejar de quejarnos de que el reggaetón nos ha quitado el mercado, porque cada cual es responsable de lo suyo", subrayó.

## Televisión
En el año 2011 participa como jurado en el reality show de canto Idol Puerto Rico que transmite la cadena WAPA-TV, en el mismo comparte con figuras como Ricardo Montaner y Erika Ender
En los años 2011 y 2012 Se presentó con gran éxito en el Festival Internacional de la Salsa en Boca del Río Veracruz, México donde miles de admiradores mexicanos corearon sus canciones.
En el segundo semestre de 2013 y 2014, Rivera es parte de la primera y segunda temporada de la  La voz Perú, (del formato internacional The Voice), en el que cumple el papel de entrenador de uno de los cuatro equipos participantes, junto a Eva Ayllón, José Luis Rodríguez "El Puma" y Kalimba.
En 2015 participa nuevamente como entrenador en la primera temporada del programa La voz Ecuador, (del formato internacional The Voice), convirtiéndose en el entrenador ganador.

## Discografía

### Álbumes de estudio
- 1989: Empezando a vivir
- 1990: Abriendo puertas
- 1992: Cuenta conmigo
- 1993: Cara de niño
- 1995: Magia
- 1996: Fresco
- 1997: Ya no soy el niño aquel
- 1998: De otra manera
- 2000: Para siempre
- 2001: Rivera
- 2002: Vuela muy alto
- 2003: Canto a mi ídolo... Frankie Ruiz
- 2005: Ay mi vida
- 2007: Caribe Gardel
- 2011: El amor existe
- 2012: Jerry Christmas

### Álbumes recopilatorios
- 1994: Lo nuevo y lo mejor
- 2001: Historia 1
- 2001: No me olvidarás: 20 grandes éxitos
- 2014: Sólo para mujeres
- 2015: Evolución
- 2016: Salsero original

### Sencillos
| Año  | Sencillo                                        | posición más alta en las listas | posición más alta en las listas | posición más alta en las listas | Álbum                           |
| Año  | Sencillo                                        | U.S. Latin                      | U.S. Latin Pop                  | U.S. Latin Tropical             | Álbum                           |
| ---- | ----------------------------------------------- | ------------------------------- | ------------------------------- | ------------------------------- | ------------------------------- |
| 1990 | "Esa Niña"                                      | -                               | -                               | -                               | Abriendo Puertas                |
| 1990 | "Dime"                                          | 26                              | -                               | -                               | Abriendo Puertas                |
| 1990 | "Nada Sin Ti"                                   | -                               | -                               | -                               | Abriendo Puertas                |
| 1990 | "Más Que Tú"                                    | 35                              | -                               | -                               | Abriendo Puertas                |
| 1992 | "Casi un Hechizo"                               | 22                              | -                               | -                               | Cuenta Conmigo                  |
| 1992 | "Amores Como El Nuestro"                        | 16                              | -                               | -                               | Cuenta Conmigo                  |
| 1992 | "Cuenta Conmigo"                                | 24                              | -                               | -                               | Cuenta Conmigo                  |
| 1993 | "Me Estoy Enamorando"                           | -                               | -                               | -                               | Cuenta Conmigo                  |
| 1993 | "Una en un Millón"                              | 22                              | -                               | -                               | Cuenta Conmigo                  |
| 1993 | "Que Hay de Malo"                               | 4                               | -                               | -                               | Cara de Niño                    |
| 1994 | "Cara de Niño"                                  | 14                              | -                               | -                               | Cara de Niño                    |
| 1994 | "No Hieras Mi Vida"                             | 11                              | -                               | -                               | Cara de Niño                    |
| 1994 | "Día y Noche Pienso en Ella"                    | 31                              | -                               | -                               | Cara de Niño                    |
| 1994 | "Me Estoy Enloqueciendo Por Ti"                 | 33                              | -                               | 2                               | Lo Nuevo y Lo Mejor             |
| 1995 | "Magia"                                         | 16                              | -                               | 2                               | Magia                           |
| 1995 | "Ahora Que Estoy Solo"                          | 23                              | -                               | 2                               | Magia                           |
| 1996 | "Un Amor Verdadero"                             | -                               | -                               | 20                              | Magia                           |
| 1996 | "Suave"                                         | 16                              | -                               | 1                               | Fresco                          |
| 1996 | "Loco de Amor"                                  | 11                              | 11                              | 1                               | Fresco                          |
| 1996 | "Una y Mil Veces"                               | 23                              | -                               | 1                               | Fresco                          |
| 1997 | "Fresco"                                        | -                               | -                               | 7                               | Fresco                          |
| 1997 | "Lloraré"                                       | 29                              | -                               | 7                               | Fresco                          |
| 1997 | "Te Recordaré"                                  | -                               | -                               | 10                              | Fresco                          |
| 1997 | "Ya No Soy el Niño Aquel"                       | 20                              | 20                              | 8                               | Ya No Soy el Niño Aquel         |
| 1997 | "El Amor Nunca Pregunta"                        | 27                              | -                               | 10                              | Ya No Soy el Niño Aquel         |
| 1997 | "Vuela Libre"                                   | -                               | -                               | -                               | Ya No Soy el Niño Aquel         |
| 1998 | "Ese"                                           | 1                               | 2                               | 1                               | De Otra Manera                  |
| 1999 | "De Qué Vale Ser un Rey"                        | 24                              | 29                              | 7                               | De Otra Manera                  |
| 1999 | "Si Tú Me Faltas"                               | 17                              | -                               | 3                               | De Otra Manera                  |
| 2000 | "Amor de Novela"                                | -                               | -                               | 28                              | Para Siempre                    |
| 2001 | "Quiero"                                        | 1                               | 1                               | 1                               | Rivera                          |
| 2001 | "Muero"                                         | 13                              | 12                              | 7                               | Rivera                          |
| 2001 | "No Me Olvidarás"                               | -                               | -                               | 18                              | No Me Olvidarás                 |
| 2002 | "Vuela Muy Alto"                                | 3                               | 4                               | 1                               | Vuela Muy Alto                  |
| 2003 | "Herida Mortal"                                 | 7                               | 10                              | 3                               | Vuela Muy Alto                  |
| 2003 | "Mi Libertad" (Featuring Voltio)                | 20                              | 28                              | 1                               | Canto a mi ídolo...Frankie Ruiz |
| 2004 | "Puerto Rico"                                   | 48                              | -                               | 7                               | Canto a mi ídolo...Frankie Ruiz |
| 2005 | "Ay Mi Vida"                                    | -                               | -                               | 4                               | Ay Mi Vida                      |
| 2005 | "Ríos de Dolor"                                 | -                               | -                               | -                               | Ay Mi Vida                      |
| 2007 | "Cuesta Abajo"                                  | 42                              | -                               | 1                               | Caribe Gardel                   |
| 2008 | "Yira Yira"                                     | -                               | -                               | 25                              | Caribe Gardel                   |
| 2009 | "Quién de Los Dos"                              | -                               | -                               | 2                               | El Amor Existe                  |
| 2011 | "Solo Pienso En Ti"                             | 25                              | -                               | 1                               | El Amor Existe                  |
| 2011 | "Solo Con Un Beso"                              | 34                              | -                               | 1                               | El Amor Existe                  |
| 2012 | "El Amor Existe"                                | -                               | -                               | 2                               | El Amor Existe                  |
| 2016 | "Vuelve"                                        | -                               | -                               | -                               | Single Only                     |
| 2017 | "Me Hace Daño Amarte"                           | -                               | -                               | -                               | Single Only                     |
| 2018 | "Mira" (Featuring Yandel)                       | -                               | -                               | -                               | Single Only                     |
| 2020 | "Que Hay De Malo (Live)" (Featuring Farruko)    | -                               | -                               | -                               | Single Only                     |
| 2021 | "Tú No Bailas Mas Que Yo" (Featuring Don Omar)  | -                               | -                               | -                               | Single Only                     |
| 2022 | "Hasta Que Llegaste Tú" (Featuring Juan Miguel) | -                               | -                               | -                               | Single Only                     |
| 2024 | "En Otra Cama"                                  | -                               | -                               | -                               | Single Only                     |
| 2024 | "Así Como Así"                                  | -                               | -                               | -                               | Single Only                     |
| 2024 | "No Le Cuentes"                                 | -                               | -                               | -                               | Single Only                     |
| 2024 | "Me Gusta Pegao' "                              | -                               | -                               | -                               | Single Only                     |
| 2024 | "Te Buscaré'"                                   | -                               | -                               | -                               | Single Only                     |